# 中標津中継局
中標津中継局（なかしべつちゅうけいきょく）は、北海道標津郡中標津町開陽にある開陽台と標津郡標津町川北にある妹羅山（しゅらやま）に混在している中継局の総称である。ここでは、中標津中継局に併設されている標津中継局、中標津中継局を補完している中標津西町中継局、2008年（平成20年）8月20日に開局した「FMなかしべつ放送」についても記述する。

## 中標津・標津中継局

### デジタルテレビ放送（中標津テレビ中継局〈妹羅山〉）
標津町川北にある妹羅山に中継局が置かれている。
| リモコン キーID | 放送局名             | チャンネル 番号 | 空中線 電力 | ERP  | 偏波面     | 放送対象地域 | 放送区域 内世帯数 | 運用開始日     |
| --------------- | -------------------- | --------------- | ----------- | ---- | ---------- | ------------ | ----------------- | -------------- |
| 1               | HBC 北海道放送       | 28              | 200W        | 540W | 北海道     | 約28,800世帯 | 水平偏波          | 2009年 1月16日 |
| 2               | NHK 釧路教育         | 47              | 200W        | 940W | 全国       | 約28,800世帯 | 水平偏波          | 2009年 1月16日 |
| 3               | NHK 釧路総合         | 32              | 200W        | 1kW  | 釧路根室圏 | 約28,800世帯 | 水平偏波          | 2009年 1月16日 |
| 5               | STV 札幌テレビ放送   | 30              | 200W        | 600W | 北海道     | 約28,800世帯 | 水平偏波          | 2009年 1月16日 |
| 6               | HTB 北海道テレビ放送 | 34              | 200W        | 560W | 北海道     | 約28,800世帯 | 水平偏波          | 2009年 1月16日 |
| 7               | TVh テレビ北海道     | 25              | 200W        | 630W | 北海道     | 約28,800世帯 | 水平偏波          | 2015年 12月1日 |
| 8               | UHB 北海道文化放送   | 37              | 200W        | 590W | 北海道     | 約28,800世帯 | 水平偏波          | 2009年 1月16日 |

- TVhを除く各局は2008年10月28日に予備免許交付、12月16日から試験放送開始、2009年1月16日に本免許交付及び本放送開始。
- TVhは2015年9月30日に予備免許交付[8]、10月28日から試験放送開始、12月1日に本免許交付及び本放送開始[9]。

### アナログテレビ放送（中標津テレビ・FM中継局〈開陽台〉）
中標津町開陽にある開陽台に中継局が置かれている。
| チャンネル | 放送局名             | 空中線 電力         | ERP | 偏波面   | 放送対象地域 | 放送区域 内世帯数 | 運用開始日      |
| ---------- | -------------------- | ------------------- | --- | -------- | ------------ | ----------------- | --------------- |
| 3          | HTB 北海道テレビ放送 | 映像250W/ 音声62.5W | -   | 垂直偏波 | 北海道       | -                 | 1973年 11月18日 |
| 4          | NHK 釧路総合         | 映像250W/ 音声62.5W | -   | 垂直偏波 | 釧路根室圏   | -                 | 1961年 12月18日 |
| 6          | STV 札幌テレビ放送   | 映像250W/ 音声62.5W | -   | 垂直偏波 | 北海道       | -                 | 1964年 9月29日  |
| 10         | HBC 北海道放送       | 映像250W/ 音声62.5W | -   | 垂直偏波 | 北海道       | -                 | 1965年 11月1日  |
| 12         | NHK 釧路教育         | 映像250W/ 音声62.5W | -   | 垂直偏波 | 全国         | -                 | 1962年 6月1日   |
| 25         | UHB 北海道文化放送   | 映像2kW/ 音声500W   | -   | 水平偏波 | 北海道       | -                 | 1973年 11月1日  |

- NHKは総合テレビが1961年12月に、教育テレビは1962年6月に開局。民放はSTVが1964年9月、HBCが1965年11月、HTBとUHBが1973年11月に開局[11][12]。
- NHK、HBC、UHBは1977年10月に妹羅山に移転、残ったSTVとHTBは2011年7月24日をもって廃止された。今後、後継利用者が出なければ、2014年に解体される予定である[13]。

#### FMラジオ放送
| 周波数  | 放送局名   | 呼出符号 | 空中線 電力 | ERP    | 偏波面   | 放送対象地域 | 放送区域 内世帯数 | 運用開始日                      |
| ------- | ---------- | -------- | ----------- | ------ | -------- | ------------ | ----------------- | ------------------------------- |
| 89.9MHz | NHK 釧路FM | -        | 1kW         | 12.5kW | 垂直偏波 | 釧路根室圏   | -                 | 1969年3月1日 （1965年12月26日） |

- 括弧内は実用化試験局としての運用開始日。

### アナログテレビ放送（標津テレビ中継局）
標津町川北にある妹羅山に中継局が置かれていた。
| チャンネル 番号 | 放送局名             | 空中線 電力       | ERP | 偏波面   | 放送対象地域 | 放送区域 内世帯数 | 運用開始日      |
| --------------- | -------------------- | ----------------- | --- | -------- | ------------ | ----------------- | --------------- |
| 15              | NHK 釧路教育         | 映像30W/ 音声7.5W | -   | 水平偏波 | 全国         | -                 | 1972年 11月25日 |
| 17              | NHK 釧路総合         | 映像30W/ 音声7.5W | -   | 水平偏波 | 釧路根室圏   | -                 | 1972年 11月25日 |
| 21              | STV 札幌テレビ放送   | 映像30W/ 音声7.5W | -   | 水平偏波 | 北海道       | -                 | -               |
| 23              | HTB 北海道テレビ放送 | 映像30W/ 音声7.5W | -   | 水平偏波 | 北海道       | -                 | -               |

- 開陽台からの電波が受信しにくい標津町方面のNHK、STV、HTBの受信改善のために設置された。
- 1977年10月、NHKの中継局は中標津中継局と改称され、残ったSTVとHTBの中継局も2011年7月24日をもって廃止された。

### アナログテレビ放送（中標津テレビ中継局〈妹羅山〉）
1977年10月、開陽台に置かれていた中標津中継局が妹羅山の標津中継局の位置に移転した（STVとHTBを除く）。
| チャンネル 番号 | 放送局名             | 空中線 電力       | ERP                  | 偏波面       | 放送対象地域 | 放送区域 内世帯数 | 運用開始日   |
| --------------- | -------------------- | ----------------- | -------------------- | ------------ | ------------ | ----------------- | ------------ |
| 15              | NHK 釧路教育         | 映像2kW/ 音声500W | 映像9.1kW/ 音声2.3kW | 水平偏波     | 全国         | -                 | -            |
| 17              | NHK 釧路総合         | 映像2kW/ 音声500W | 映像9.1kW/ 音声2.3kW | 水平偏波     | 釧路根室圏   | -                 | -            |
| 19              | HBC 北海道放送       | 映像2kW/ 音声500W | 映像8.1kW/ 音声2kW   | 水平偏波     | 北海道       | -                 | -            |
| 21              | STV 札幌テレビ放送   | 映像30W/ 音声7.5W | -                    | 水平偏波     | 北海道       | -                 | -            |
| 23              | HTB 北海道テレビ放送 | 映像30W/ 音声7.5W | -                    | 水平偏波     | 北海道       | -                 | -            |
| 25              | UHB 北海道文化放送   | 映像2kW/ 音声500W | 映像8.3kW/ 音声2.1kW | 水平偏波     | 北海道       | -                 | -            |
| 29 （割当のみ） | TVh テレビ北海道     | （開局せず）      | （開局せず）         | （開局せず） | （開局せず） | （開局せず）      | （開局せず） |

- 2011年7月24日をもってすべて廃止された。
- 中標津中継局（妹羅山）の施設は1つがNHKの単独施設。もう1つは民放各局の共同施設でアナログ放送時代は中標津（HBCとUHB）・標津（STVとHTB）両中継局が1つの局舎にまとめられていた。なお、標津中継局の名称は2011年7月24日のアナログテレビ終了で消滅し、デジタル完全移行後は民放各局の中継局も完全に中標津中継局に統合された。

## 中標津西町テレビ中継局

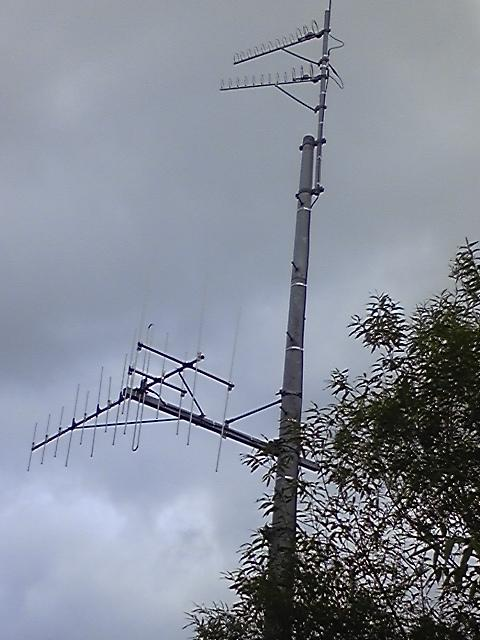
中標津西町中継局
（各局共通）

### デジタルテレビ放送
| リモコン キーID | 放送局名             | チャンネル 番号 | 空中線 電力 | ERP   | 偏波面   | 放送対象地域 | 放送区域 内世帯数 | 運用開始日      |
| --------------- | -------------------- | --------------- | ----------- | ----- | -------- | ------------ | ----------------- | --------------- |
| 1               | HBC 北海道放送       | 45              | 19mW        | 320mW | 水平偏波 | 北海道       | 約900世帯         | 2010年 12月24日 |
| 2               | NHK 釧路教育         | 41              | 19mW        | 320mW | 水平偏波 | 全国         | 約900世帯         | 2010年 12月24日 |
| 3               | NHK 釧路総合         | 33              | 19mW        | 320mW | 水平偏波 | 釧路根室圏   | 約900世帯         | 2010年 12月24日 |
| 5               | STV 札幌テレビ放送   | 49              | 19mW        | 320mW | 水平偏波 | 北海道       | 約900世帯         | 2010年 12月24日 |
| 6               | HTB 北海道テレビ放送 | 39              | 19mW        | 320mW | 水平偏波 | 北海道       | 約900世帯         | 2010年 12月24日 |
| 7               | TVh テレビ北海道     | 42              | 19mW        | 320mW | 水平偏波 | 北海道       | 約900世帯         | 2015年 12月22日 |
| 8               | UHB 北海道文化放送   | 43              | 19mW        | 320mW | 水平偏波 | 北海道       | 約900世帯         | 2010年 12月24日 |

- 2010年9月14日にNHK、11月16日にTVhを除く民放各局に予備免許交付、12月24日に本免許交付、同日本放送開始。
- TVhは2015年9月30日予備免許交付[8]、11月17日に試験電波発射、12月22日に本免許交付、同日本放送開始[9]。
- 民放は当初自力建設困難となっていたが、2010年（平成22年）度予算に地デジ中継局設置・改修工事費が組まれたため設置可能となった。

### アナログテレビ放送
| チャンネル 番号 | 放送局名             | 空中線 電力         | ERP                  | 偏波面   | 放送対象地域 | 放送区域 内世帯数 | 運用開始日 |
| --------------- | -------------------- | ------------------- | -------------------- | -------- | ------------ | ----------------- | ---------- |
| 38              | HTB 北海道テレビ放送 | 映像100mW/ 音声25mW | 映像1.85W/ 音声470mW | 水平偏波 | 北海道       | -                 | 1979年     |
| 40              | NHK 釧路教育         | 映像100mW/ 音声25mW | 映像1.85W/ 音声470mW | 水平偏波 | 全国         | -                 | 1979年     |
| 42              | NHK 釧路総合         | 映像100mW/ 音声25mW | 映像1.85W/ 音声470mW | 水平偏波 | 釧路根室圏   | -                 | 1979年     |
| 44              | UHB 北海道文化放送   | 映像100mW/ 音声25mW | 映像1.85W/ 音声470mW | 水平偏波 | 北海道       | -                 | 1979年     |
| 46              | STV 札幌テレビ放送   | 映像100mW/ 音声25mW | 映像1.85W/ 音声470mW | 水平偏波 | 北海道       | -                 | 1979年     |
| 48              | HBC 北海道放送       | 映像100mW/ 音声25mW | 映像1.85W/ 音声470mW | 水平偏波 | 北海道       | -                 | 1979年     |

- 中標津町役場・丸山公園・雪印乳業なかしべつ工場周辺は、NHK釧路放送局・HBC・UHBの中標津中継局が妹羅山に全面移転すると、地形的な都合から受信できなくなった。それを踏まえ、1979年（昭和54年）に開陽台中継局も受信できるSTV・HTBを含めて開局したミニサテライト局である。この中継局は、中標津町丸山にある丸山公園の敷地内の小高い場所に設置されている。

## FMなかしべつ放送送信所
| 周波数  | 放送局名                    | 呼出符号   | 空中線 電力 | ERP   | 偏波面   | 放送対象地域 | 放送区域 内世帯数                                  | 運用開始日     |
| ------- | --------------------------- | ---------- | ----------- | ----- | -------- | ------------ | -------------------------------------------------- | -------------- |
| 87.0MHz | FMなかしべつ放送 （FMはな） | JOZZ1AZ-FM | 20W         | 38.1W | 水平偏波 | 中標津町     | 約9,800世帯 （中標津町 約1万世帯の 約98%をカバー） | 2008年 8月20日 |

- 送信所は中標津町役場に設置されている。

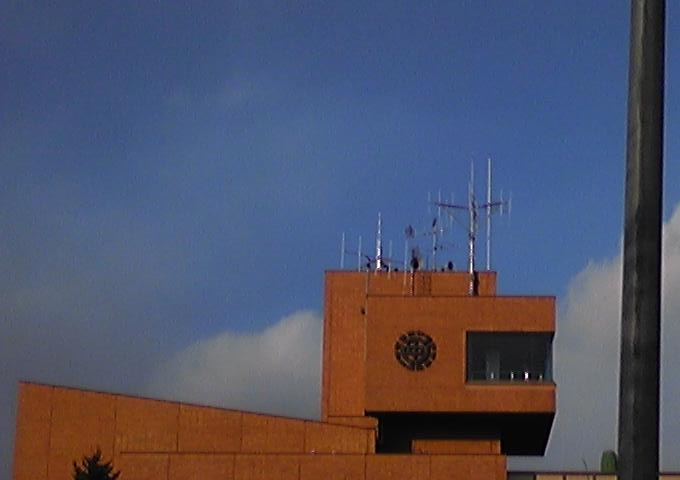
FMなかしべつ放送送信所（中標津町役場）

- AIR-G'、NORTH WAVEは設置されていないが、釧路送信所（AIR-G'は場所によっては網走送信所も）を受信できる場合もある。そういうことがあってか、町内でAIR-G'及びNORTH WAVEが違法に送信されたことがあった。2008年（平成20年）に北海道総合通信局からの告発を受け中標津署が調査したところ、町内の電気店が違法にアンテナを設置し送信していたことが明らかとなり摘発。店主が逮捕される事件も起きている[14]。これがきっかけで、FMはなが開局されることになった。なおAIR-G'及びNORTH WAVEはradikoを通じて聴取可能となっている。

## 放送エリア
- 中標津中継局（妹羅山）…中標津町、標津町、標茶町、別海町のほぼ全域、根室市、羅臼町、浜中町、厚岸町のそれぞれ一部。国後島南西部でも受信可能。
- 中標津中継局（開陽台。アナログテレビのみの施設のため既に廃局）…中標津町、別海町、標津町、標茶町のほぼ全域、根室市、羅臼町、浜中町のそれぞれ一部。
- 中標津中継局（FM）…根室振興局全域と弟子屈町、浜中町、標茶町、釧路市、釧路町、厚岸町の一部。なお、FMなかしべつ放送（FMはな）は受信できる地域が限られる。また、根室市東部は根室中継局でカバー。
- 標津中継局（アナログテレビのみの施設のため既に廃局）…標津町、別海町、根室市の一部。
- 中標津西町中継局…中標津町の一部。
  - 但し、中標津町内でも中標津中継局・中標津西町中継局ともに全く受信できない地域があり（主に開陽台から方向的に死角となる俣落地区の北部、養老牛地区など）、特に養老牛温泉地区は山々に囲まれているため、釧路送信所の電波を共同受信アンテナで受信している。また、養老牛市街周辺でも地デジ化後も釧路送信所方向にしかUHFアンテナを向けていない世帯が多い。そのため、釧路送信所方向に向けているこれらの地区では2011年8月26日に開局したTVhが見られる可能性がある（これは同様に釧路送信所にアンテナを向けている世帯がある別海町西部地区でも同様である）。但し、中標津西町中継局周辺地域では、NHK教育デジタルテレビの送信チャンネルがTVh釧路送信所と同じ41chを使用しているため、TVhの受信が不可能とみられる。一方、FMはなは計根別中継局があり、そちらでカバーしている。